# Брилёвский клад
Брилёвский клад (бел. Брылёўскі скарб) — один из наиболее значительных монетно-вещевых комплексов эпохи викингов на территории Беларуси. Клад отражает события, которые происходили на белорусских землях в конце IX века: формирование торговых путей, которые соединили между собой первые города, — центре государствообразующих процессов, месте связей между представителями различных народов. Присутствие в составе клада арабских монет и франкского меча показывает, насколько широкими были торговые отношения древних славян в те времена.

## История
Был найден на Брилёвском поле около деревни Брили Борисовского района, известном как место переправы через реку Березину войск Наполеона во время войны 1812 года. Весной 2000 года художник-реставратор Белорусского государственного музея истории Великой Отечественной войны Сергей Захаров, искавший фрагменты военного снаряжения и вооружения времён Отечественной войны, обнаружил в пойме реки фрагменты меча, сильно повреждённого коррозией. Полагая, что к нему в руки попали плохо сохранённые материалы 1812 года, он изначально не уделил мечу особого внимания, но, когда выяснилось, что находка имеет гораздо больший возраст, раскопки были продолжены. В 2002 году уровень воды в Березине сильно упал, и появилась возможность обследовать затопленные участки. Найденный клад был рассыпан овальным пятном около 2—3 м на глубине 30—35 см. Отдельные предметы в этой же местности были позже выявлены Валентином Рябцевичем и Олегом Иовым. Клад поступил в фонды Национального исторического музея Беларуси в 2003 году.

## Описание
Брилёвский клад состоит из 290 серебряных арабских монет дирхамов и их фрагментов, фрагментов шейной гривны, франкского меча IX века и набора из десяти гирек для взвешивания серебра. На основании анализа монетной части Валентин Рябцевич пришёл к выводу, что старейшая монета отчеканена в 125 году мусульманского летоисчисления, что соответствует 742 или 743 году нашей эры, а последняя, соответственно, — 890 или 891 года. Таким образом, это позволяет датировать клад 890—892 годами.
Считается, что Брилёвский клад был так называемым вотивным даром — типичной скандинавской и древнегерманской традицией жертвоприношения богам в обмен на их помощь. Меч при этом обычно ломался в нескольких местах, что делало его непригодным для будущего использования.